# Gudiberg
Gudiberg – góra w paśmie Wettersteingebirge, w Alpach Bawarskich o wysokości 960 m n.p.m. i wybitności 210 m. Zlokalizowana w południowych Niemczech, w kraju związkowym Bawaria, na południe od Garmisch-Partenkirchen i na wschód od rzeki Partnach.
Na stokach góry wybudowano m.in. skocznię narciarską Große Olympiaschanze oraz trasę slalomową Gudiberg. Oba obiekty były arenami rywalizacji sportowców podczas IV. Zimowych Igrzysk olimpijskich w 1936 r. organizowanych w pobliskim Garmisch-Partenkirchen. Poza tym na trasie slalomowej Gudiberg odbywają się zawody Pucharu Świata w narciarstwie alpejskim, odbywały się tu również slalomy podczas Mistrzostw Świata w Narciarstwie Alpejskim 1978 i Mistrzostw Świata w Narciarstwie Alpejskim 2011.